# Leonardo Curcel
Leonardo Curcel es un deportista paraguayo que compite en piragüismo en la modalidad de eslalon. Ganó una medalla de bronce en el Juegos Panamericanos de 2023, en la prueba de C1 individual.

## Palmarés internacional
| Juegos Panamericanos | Juegos Panamericanos | Juegos Panamericanos | Juegos Panamericanos |
| Año                  | Lugar                | Medalla              | Competición          |
| -------------------- | -------------------- | -------------------- | -------------------- |
| 2023                 | Santiago (Chile)     | Medalla de bronce    | C1 individual        |